# Drei Männer auf Bummelfahrt

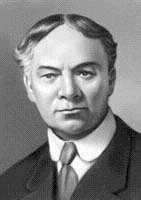
Jerome K. Jerome

Drei Männer auf Bummelfahrt (Originaltitel: Three Men on the Bummel, Titel der Ausgabe für Nordamerika: Three Men on Wheels) ist eine humorvolle Erzählung des britischen Schriftstellers Jerome K. Jerome, die 1900 in Großbritannien veröffentlicht wurde und 1905 in deutscher Übersetzung erschien. Das Buch ist die Fortsetzung des erfolgreichen Romans Drei Mann in einem Boot.
Die Geschichte spielt im ausgehenden Viktorianischen Zeitalter.
Hauptpersonen sind, wie schon bei „Drei Mann in einem Boot“, der „J.“ genannte Ich-Erzähler und seine Freunde Harris und George. J. und Harris sind mittlerweile verheiratet. Um sich von den Strapazen des (Ehe-)Alltags zu erholen, unternehmen die drei Hauptpersonen eine länger angelegte Radtour durch Deutschland. Das Buch erzählt sowohl von den Vorbereitungen als auch von der Radtour selbst. Die Fahrt führt über Hamburg, Hannover, Berlin und Dresden in den Schwarzwald.
Jerome wendet wiederum einen assoziativen Erzählstil an. Die Radtour und die Vorbereitungen hierzu sind lediglich die Rahmenhandlung, in die zahlreiche Anekdoten eingebettet werden, die mit der eigentlichen Unternehmung teilweise nur entfernt zu tun haben. Schwerpunkte der Geschichten sind das Radfahren und die Beobachtungen in Deutschland.

## Ausgaben
- Jerome K. Jerome: Three Men on the Bummel, etc. J. W. Arrowsmith, Bristol 1900.
- Jerome K. Jerome: Drei Männer auf dem Bummel. Schlesische Verlags-Anstalt Schottlaender, Breslau 1905.
- Jerome K. Jerome: Three men on the Bummel. In: Three men in a boat and Three men on the Bummel. Penguin, London 1999, ISBN 0-14-043750-9.
- Jerome K. Jerome: Drei Männer auf Bummelfahrt. Manesse, Zürich 2005, ISBN 3-7175-2088-1.